# Championnat de France masculin de volley-ball 1966-1967
Navigation
Saison précédente Saison suivante
Le Championnat de France de volley-ball Nationale 1 1966-1967 a opposé les seize meilleures équipes françaises de volley-ball.

## Listes des équipes en compétition
| \| Paris: · US Métro · Racing club de France · Paris UC · Stade Français Asnières Cannes Lyon Montpellier Paris Lille Saint-Maur Sète Joinville-le-Pont Strasbourg Tourcoing Colombes Marseille \| Localisation des clubs engagés dans le championnat. |
| Paris: · US Métro · Racing club de France · Paris UC · Stade Français Asnières Cannes Lyon Montpellier Paris Lille Saint-Maur Sète Joinville-le-Pont Strasbourg Tourcoing Colombes Marseille                                                           |

| Asnières sports       |
| AS Cannes             |
| SC Colombes           |
| CO Joinville          |
| JSM Lille             |
| ASUL Lyon Volley-Ball |
| Stade Marseillais UC  |
| US Métro              |
| ASPTT Montpellier     |
| Paris UC              |
| Racing club de France |
| VGA Saint-Maur        |
| Arago de Sète         |
| Stade Français        |
| RC Strasbourg         |
| Tourcoing Sports      |

## Formule de la compétition
- Saison régulière

1. 2 poules de huit équipes qui s'affrontent en match aller/retour
2. Les deux premiers de chaque poule sont qualifiés pour la poule finale, les deux derniers sont relégués en Nationale 2

- Poule finale

1. Les quatre équipes finalistes s'affrontent en deux tournois organisés chez les vainqueurs de poules, les résultats de la saison régulière sont conservés.

## Saison régulière

### Poule A (Nord)
| # | Équipe         |
| 1 | Racing CF      |
| 2 | Stade Français |
| 3 | Strasbourg     |
| ? | Asnières       |
| ? | Joinville (P)  |
| ? | Colombes       |
| ? | Tourcoing      |
| ? | Lille (P)      |

|     | Qualification pour la poule finale 1967 |
|     | Relégation en Nationale 2               |
| (P) | Promu 1966                              |

### Poule B (Sud)
| # | Équipe          |
| 1 | Paris UC (T)    |
| 2 | Sète (P)        |
| ? | Cannes          |
| 4 | Saint-Maur      |
| ? | Lyon            |
| ? | Montpellier (P) |
| ? | Marseille       |
| ? | US Métro        |

|     | Qualification pour la poule finale 1967 |
|     | Relégation en Nationale 2               |
| (T) | Tenant du titre 1966                    |
| (P) | Promu 1966                              |

## Poule finale

### Classement
| # | Équipe         | Pts | J | G | P | Sp | Sc | Ratio | Pp  | Pc  | Ratio |
| - | -------------- | --- | - | - | - | -- | -- | ----- | --- | --- | ----- |
| 1 | Paris UC       | 10  | 6 | 4 | 2 | 16 | 7  | 2.286 | 320 | 265 | 1.208 |
| 2 | RC de France   | 10  | 6 | 4 | 2 | 13 | 9  | 1.444 | 291 | 263 | 1.106 |
| 3 | Stade Français | 10  | 6 | 4 | 2 | 13 | 10 | 1.3   | 302 | 287 | 1.052 |
| 4 | Sète           | 6   | 6 | 0 | 6 | 2  | 18 | 0.111 | 197 | 295 | 0.668 |

## Bilan de la saison
| Tableau d'Honneur |           |
| Compétition       | Vainqueur |
| Nationale 1       | Paris UC  |

| Qualifications européennes 1967-1968 |           |
| Compétition                          | Qualifiés |
| Coupe d'Europe des Clubs Champions   | Paris UC  |

| Promotions et relégations |                                                     |
| Relégués en Nationale 2   | Stade Marseillais UC ?                              |
| Promus de Nationale 2     | Montpellier UC CSM Clamart CSM Puteaux US Dunkerque |